# Varan skvrnitý
Varan skvrnitý (Varanus salvator) je velký ještěr z čeledi varanovitých (Varanidae). Jedná se o jednoho z nejběžnějších varanů, areál výskytu sahá od Indie a Srí Lanky přes Indočínu a Malajský poloostrov až do Indonésie. Jedinci tohoto druhu se většinou zdržují v blízkosti vody, odtud anglický název „water monitor“ (vodní varan).
Varan skvrnitý není tak mohutný jako jeho příbuzný varan komodský (Varanus komodoensis), ovšem právě u tohoto druhu byla naměřena největší potvrzená délka mezi všemi žijícími ještěry (údaje o jedincích druhu varan Salvadoriův (Varanus salvadorii) s délkou přes 4 m nejsou podloženy důvěryhodnými zdroji) – exemplář ze Srí Lanky měřil 3,21 m.
Varan skvrnitý je masožravec, loví spíše menší kořist jako ryby, žáby, hlodavce, ptáky, kraby a hady. Často také hoduje na mršinách. K rozmnožování dochází někdy i 2× do roka, snůška obsahuje 5–40 vajec. Pohlavní dospělost nastává ve 2–3 letech. Doba dožití v přírodě není známa, v zajetí se dožívají až 10 let.
Mezinárodní svaz ochrany přírody hodnotí druh jako málo dotčený. Kůže varanů skvrnitých je považována za hodnotný módní artikl, jsou tedy loveni (často ilegálně) ve velkých množstvích. Udává se, že až 1,5 miliónu kůží je ročně exportováno do Evropy, USA a Japonska, kde jsou používány k výrobě módních doplňků jako boty, opasky či kabelky.

## Taxonomie a fylogeneze

### Poddruhy
Obecně jsou uznávány následující čtyři poddruhy:
- Varanus salvator salvator (Laurenti, 1768) – nominátní poddruh, Srí Lanka
- Varanus salvator andamanensis (Deraniyagala, 1944) – Andamany
- Varanus salvator bivittatus (Kuhl, 1820) – Jáva, Bali, Lombok, Sumbawa, Flores, Komodo, Alor, Wetar
- Varanus salvator macromaculatus (Deraniyagala, 1944) – kontinentální Jihovýchodní Asie, Sumatra, Borneo

Nový poddruh popsaný v roce 2010:
- Varanus salvator ziegleri (Koch & Böhme, 2010) – Obi

Některé dříve uznávané poddruhy byly po revizi z roku 2007 uznány za samostatné druhy:
- Varanus cumingi (Martin, 1839), dříve Varanus salvator cumingi – Filipíny
- Varanus marmoratus (Wiegmann, 1834), dříve Varanus salvator marmoratus – Filipíny
- Varanus nuchalis (Günther, 1872), dříve Varanus salvator nuchalis – Filipíny
- Varanus togianus (Peters, 1872), dříve Varanus salvator togianus – Togianské ostrovy a Sulawesi

Poddruh Varanus salvator komaini (Nutaphand, 1987) popsaný z Thajska je považovaný za totožný s poddruhem Varanus salvator macromaculatus.
Systém stále není ustálený, může dojít k dalším změnám. Například na Sulawesi a okolních ostrovech byly pozorovány různé exempláře varanů typově odpovídající varanu skvrnitému, které však neodpovídaly žádnému popsanému druhu či poddruhu.

## Popis

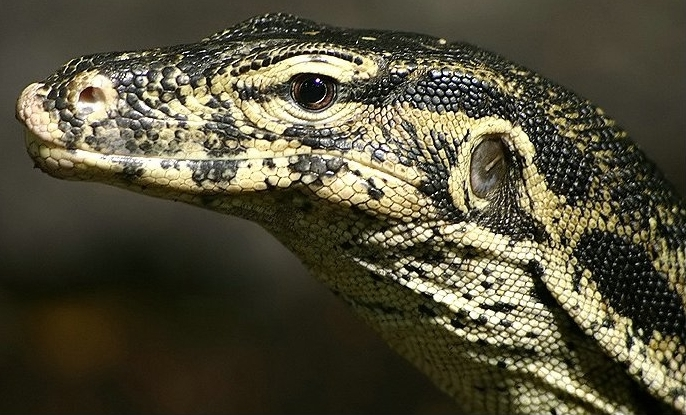
Hlava varana skvrnitého

Varan skvrnitý patří k největším zástupcům rodu varan (Varanus). Není tak mohutný jako varan komodský (Varanus komodoensis), ale právě u varana skvrnitého byla naměřena rekordní délka mezi všemi současnými ještěry – exemplář ze Srí Lanky měřil 3,21 m. Délka přes 2 m je sice vcelku běžná, především u velkých samců, ovšem průměrná délka se pohybuje mezi 140 až 150 cm. Samci jsou v průměru poněkud delší a znatelně mohutnější než samice. Hmotnost obvykle nepřesahuje 15 kg, ve výjimečných případech může dosáhnout až 25 kg.
Hlava je protáhlá, poměr délky k šířce je zhruba 2:1. Čenich je dlouhý, vpředu zaoblený. Jazyk je dlouhý, hluboce rozeklaný. Ušní bubínky jsou velké.
Ocas je 1,36 až 1,65krát delší než zbytek těla.
Základní zbarvení je černavé, na spodní straně těla žluté. Na hřbetě se nachází žluté okrouhlé skvrny zformované do příčných řad. Na ocase jsou skvrny menší a splývají, takže vytvářejí příčné pruhy. Zbarvení mladých jedinců je světlejší, s věkem postupně tmavne.

## Biologie a ekologie

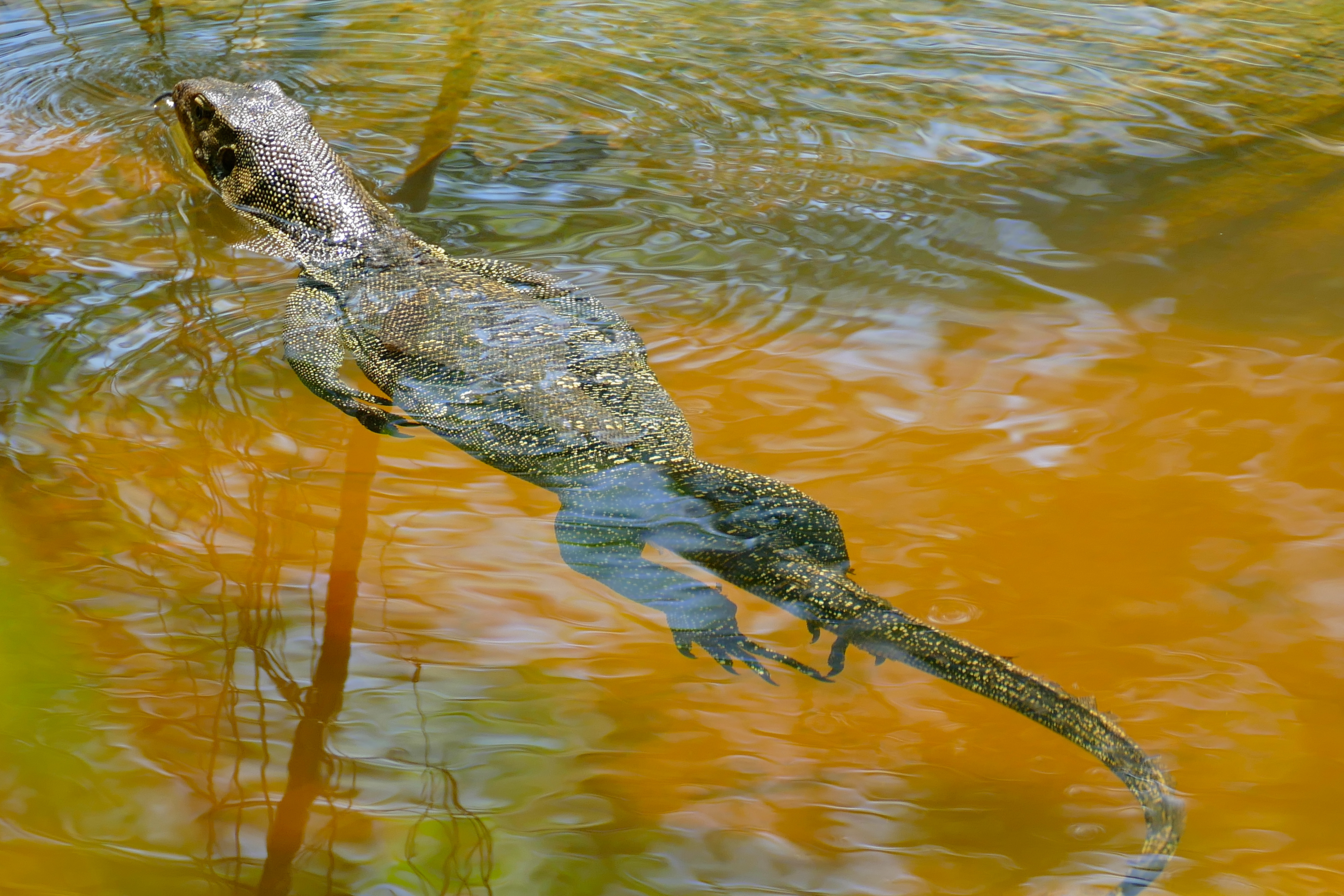
Varani skvrnití jsou výborní plavci. Na obrázku je mladý jedinec při plavání

Varan skvrnitý je stejně jako všichni ostatní varani aktivní pouze ve dne, od úsvitu do soumraku. Nejaktivnější je přes poledne, v nejteplejším období dne. Noc tráví ve skrýších. Je výborný plavec a dokáže i dobře šplhat.
Často se zdržuje na větvích sahajících nad vodu. Odtud pak skáče do vody jak za kořistí, tak v případě ohrožení.

### Potrava
Varan skvrnitý je masožravec. Skladba potravy se liší podle stanoviště. Jde obvykle o menší kořist jako hmyz, hlodavci, krabi, ptáci a ptačí vejce, plazi a plazí vejce, obojživelníci či ryby. Živí se i mršinami, dává však přednost živé kořisti. V blízkosti lidských obydlí se živí i vyhozenými zbytky jídla, je tedy velmi přizpůsobivý.
Jedná se o aktivního lovce, který pronásleduje kořist. K detekci kořisti využívá podobně jako další druhy varanů dlouhý rozeklaný jazyk, který sbírá čichové vjemy a předává je do Jacobsonova orgánu ke zpracování. Podle pozorování má většina jedinců vlastní teritorium, které při hledání kořisti procházejí. Jednotlivá teritoria se však mohou v různé míře překrývat. Velikost teritorií se liší podle velikosti varana a množství dostupné potravy. Může mít méně než 200 m² ale i více než 100 000 m².

### Rozmnožování
Přinejmenším v tropických oblastech probíhá rozmnožování celoročně, samice během roku obvykle nakladou více snůšek. Hnízda si samice vyhrabávají v písčinách na březích řek, v kořenech stromů, někdy také využívají opuštěná termitiště či dutiny ve starých stromech.
Snůška obnáší 5 až 40 vajec. Vejce se mohou svými rozměry (i v rámci jedné snůšky) poměrně výrazně lišit, délka je 64 až 82,6 mm. šířka 32,3 až 45 mm, váha 30 až 87,2 g. Inkubační doba je závislá na teplotě v hnízdě. Při teplotách 25 až 30 °C trvá inkubace téměř 9 měsíců, při teplotě 32 až 33 °C se zkracuje až k 7 měsícům. U tohoto druhu existují doložené případy mateřské péče, kdy samice hlídala hnízdo před predátory a po vyklubání pomáhala mláďatům vyhrabat se z hnízdní nory.
Varani skvrnití dospívají po dosažení délky kolem 1 m, což je ve věku 2 až 3 let. Doba dožití v přírodě není známa, pro jedince v zajetí je udáváno rozmezí 5,1 až 8,7 roku, nejstarší jedinec se dožil 10 let 8 měsíců.

## Populace a ochrana

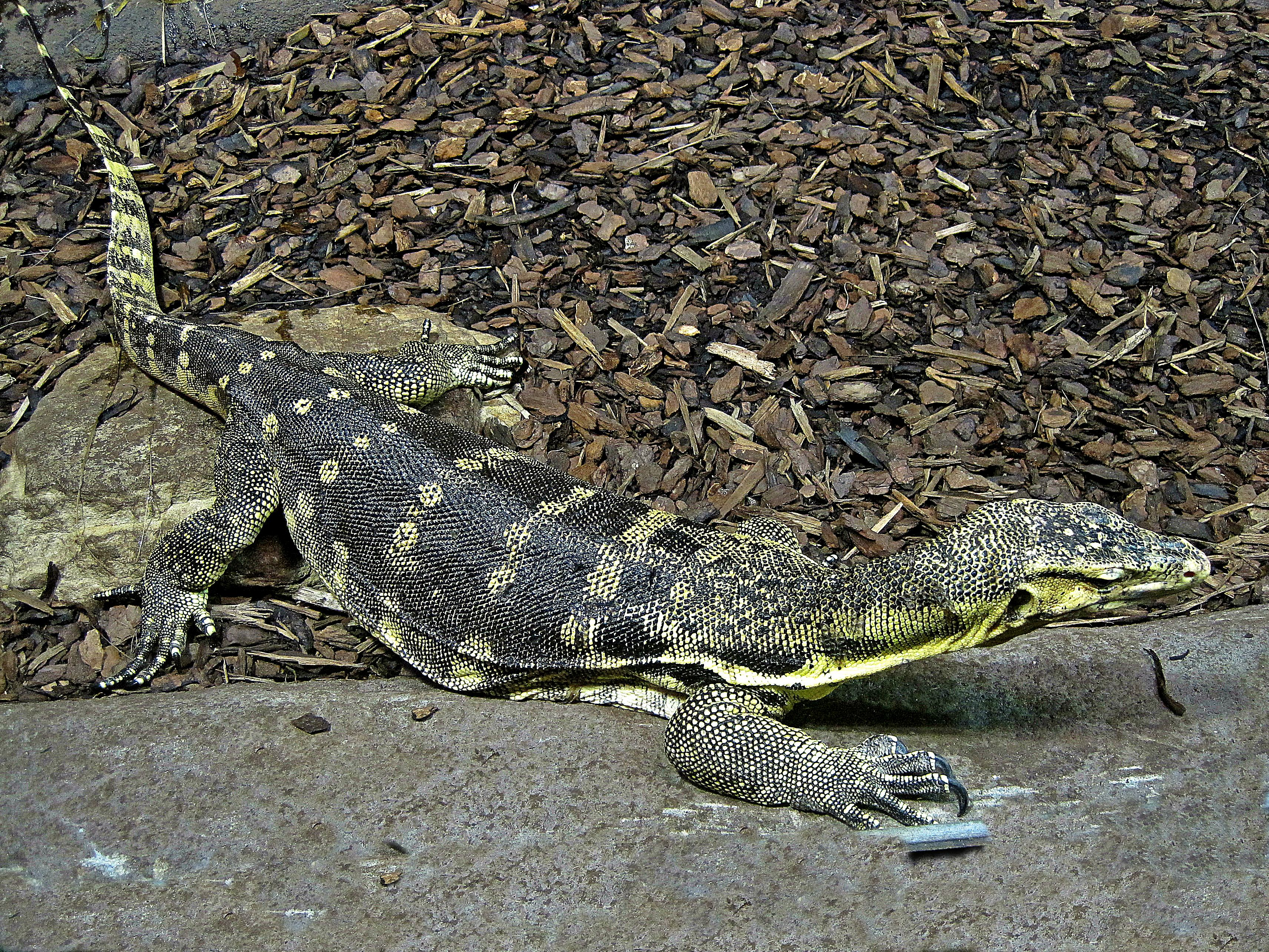
Varan skvrnitý v ZOO v Arnhemu

Odhady celkové populace neexistují. Mezinárodní svaz ochrany přírody druh klasifikuje jako málo dotčený. Hlavním nebezpečím pro varana skvrnitého je lov. Jeho kůže jsou v oděvním průmyslu vysoce ceněny. Místy je loven i pro maso, sádlo je také využíváno v tradiční asijské medicíně. V roce 1998 byla stanovena maximální roční kvóta 454 000 ulovených kusů, přesto v některých oblastech pokračuje nadměrný lov bez ohledu na legislativu a místním populacím tak hrozí vyhubení. Odhady hovoří o až 1,5 miliónu zobchodovaných kůží ročně. V řadě oblastí je však varan skvrnitý stále velmi hojný. Na Borneu a Sulawesi jej ohrožuje také ztráta přirozeného prostředí, ničení lesů kvůli výsadbě palmových plantáží, farmaření nebo těžbě dřeva. Odchyty živých jedinců, většinou mláďat, jsou uskutečňovány ve velkém množství především na Jávě a Sumatře.
V České republice chová varana skvrnitého ZOO Liberec.